# Grässkidåkning

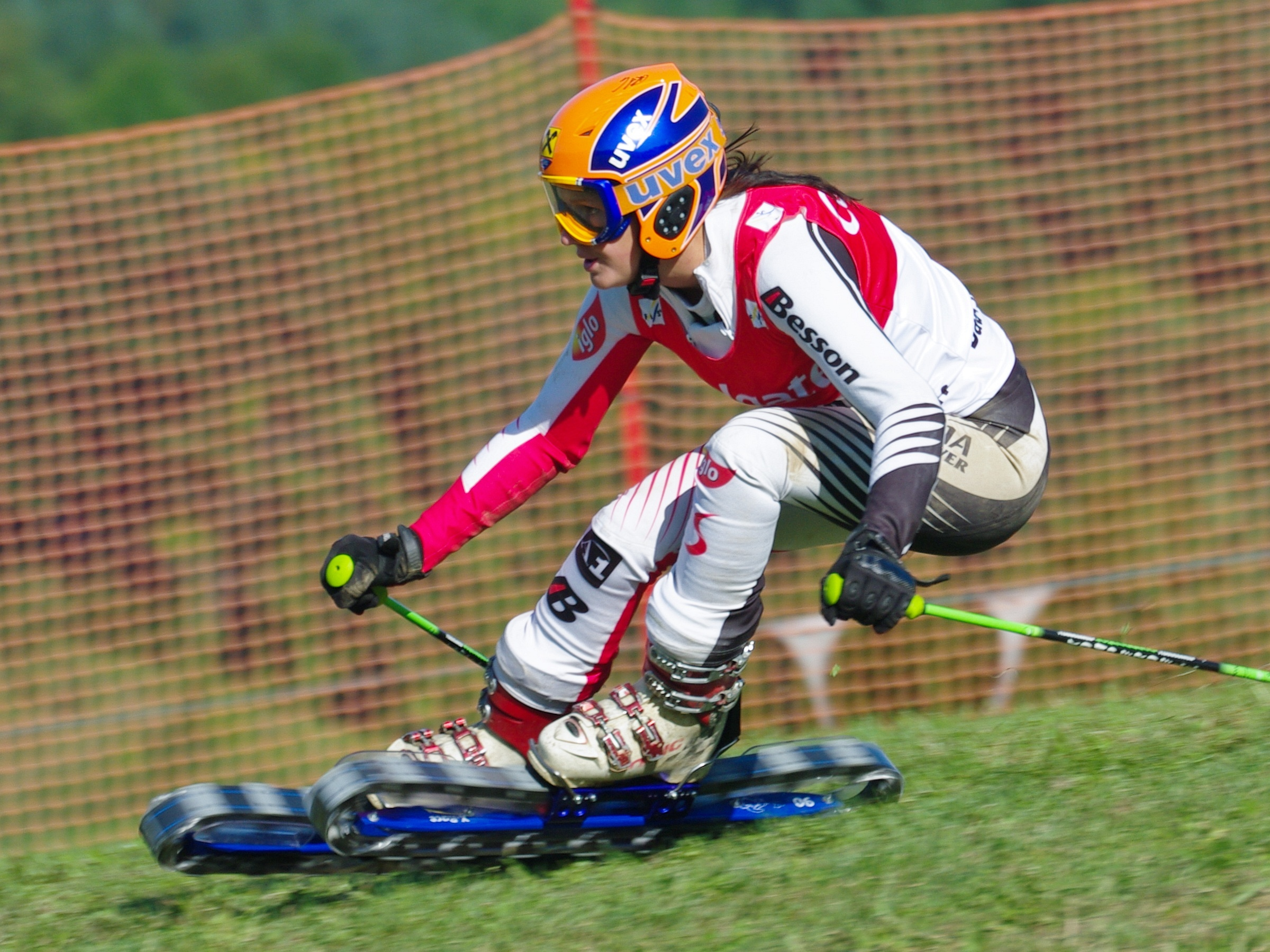
Nicole Gerlach åker super-G under VM i grässkidåkning i österrikiska Rettenbach 2009

Grässkidåkning är en sport som påminner om traditionell alpin skidåkning och utförsåkning och erbjuder en möjlighet att åka skidor när det inte finns snö.  Grässkidor åks med fördel i speciella gräspister. Tekniken påminner om utförsåkningens moderna carvingteknik. För att svänga krävs att åkaren ”går på kant” och vinklar skidorna och det går således inte att sladda eller ploga. Stanna gör åkaren, förutom vid fall, genom att svänga och åka uppåt backen.

## Historia
Grässkidåkningens historia går på sätt och vis långt tillbaka. Så tidigt som 1883 gjordes en patentansökan för ett par ”Rollskischuh” i Österrike, men dessa ”rullskidskor” föll snart i glömska. År 1956 uppfann den västtyske symaskinstillverkaren Josef Kaiser (1911–1981) den första prototypen till det som blivit dagens larvfotsliknande grässkidor. Efter otaliga förbättringar patentsökte han sin uppfinning under 1960-talet och började tillverka och sälja grässkidorna under företagsnamnet Rollka, en sammansättning av tyskans ”roll” (rulla) och ”ka”, från hans efternamn Kaiser.
Från början användes grässkidorna av alpina skidåkare som en träningsmetod under de snöfria månaderna, men ganska snart utvecklades grässkidåkningen till en egen sport. Den första internationella slalomtävlingen på gräs hölls år 1965 i tyska Owen i de Schwäbiska alperna. Den nya sporten spred sig först till Frankrike, Österrike, Schweiz och Italien och sedan vidare till USA, Asien och Östeuropa, där framför allt Tjeckoslovakien intog en ledande roll. Så småningom också bland annat till Turkiet, Libanon, Iran, Indien och Australien.
År 1971 etablerades en europacup och sedan 1979 arrangeras VM vartannat år. Under president Marc Hodler integrerades 1985 grässkidåkning som en egen officiell disciplin i Internationella skidförbundet, FIS, vid dess kongress i Vancouver. År 2000 ersattes europacupen av en världscup, FIS Grass Skiing World Cup, med deltävlingar i slalom, storslalom, super-G, störtlopp, superkombination och parallellslalom.

## Utrustning

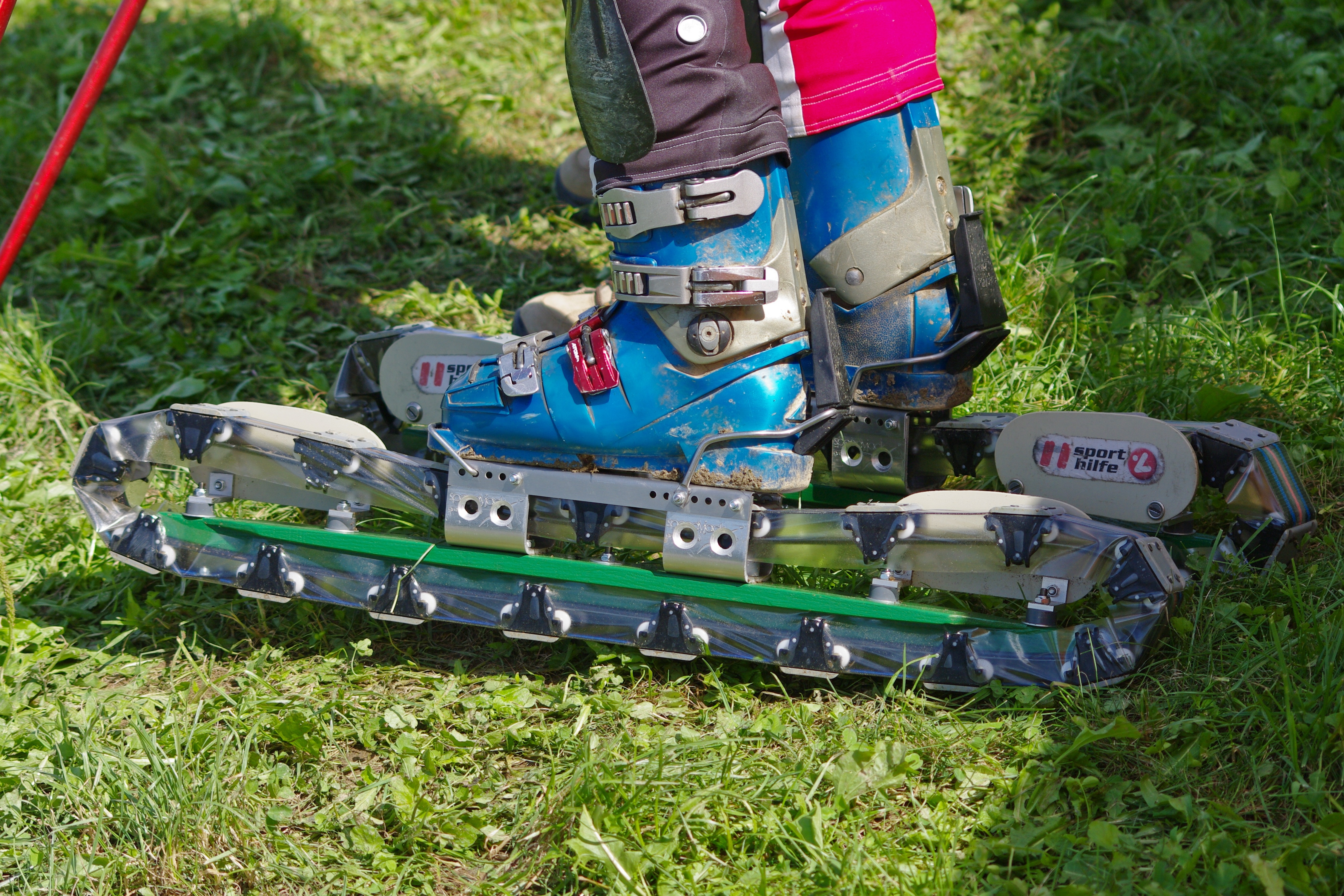
Grässkidor med vita plastskydd på insidorna för att banden inte ska haka i varandra.

Grässkidan har ett larvfotsliknande band som löper runt en skena och monteras på foten genom vanliga alpina skidpjäxor. Längden på skenan har blivit längre i takt med att sporten utvecklats sedan 1960-talet. Den moderna grässkidans längd är nu anpassad för respektive disciplin, och är således kortast för slalom och längst för störtlopp. Det är vanligt med plastskydd på insidorna av skidorna för att förhindra att banden hakar i varandra och att jord och småpartiklar kommer in i glidbanan. I övrigt använder sig tävlingsåkarna sig av samma skyddsutrustning, dräkt och stavar som traditionella alpina skidåkare. Det finns också inlinesliknande offroadvarianter med hjul, men det är den larvfotsliknande modellen som uteslutande används i tävlingssammanhang i gräspister.

## Tillverkare
Största tillverkaren i Europa är den tiofaldige världsmästaren, österrikaren Christian Balek, med sina Speedy Jack. Tjeckiska DLWH och japanska E’Sam finns också, bortsett från det numera insomnade Rollka som inte längre tillverkas. Inlinesliknande modeller med hjul tillverkas exempelvis av amerikanska Terrablades eller franska Trailskate. Tidigare fanns även av franska Skinov.